# Aeroportul Internațional Laughlin/Bullhead
Aeroportul Internațional Laughlin/Bullhead (IATA: IFP, ICAO: KIFP, FAA LID: IFP) este un aeroport din Arizona, Statele Unite ale Americii ce deservește zona Bullhead City⁠(d). Aeroportul a fost tranzitat în 2019 de 268.996 de pasageri.
Situat la o altitudine de 214 m, aeroportul dispune de 1 pistă.

## Infrastructură

### Piste
Aeroportul dispune de o singură pistă. Pista 16/34 are suprafața de asfalt și dimensiunile 8.500 picioare × 150 picioare. 